# Krigsåret 1975

## Pågående krig
- Inbördeskriget i Libanon (1975-1990)

- Kriget i Västsahara (1975-1991)

- Vietnamkriget (1959-1975)[1]
  - Sydvietnam på ena sidan
  - Nordvietnam på andra sidan

## Händelser

### April
- 13 - Inbördeskriget i Libanon börjar med attentat.
- 24 - Kommando Holger Meins ockuperar Västtysklands ambassad; ambassadockupationen i Stockholm.
- 30 - Sydvietnam kapitulerar till Nordvietnam och därmed slutar Vietnamkriget.

### Fotnoter
1. ↑  ”World Statesmen”. http://www.worldstatesmen.org/WARS.html. Läst 28 juni 2011.